# Patriots Jet Team

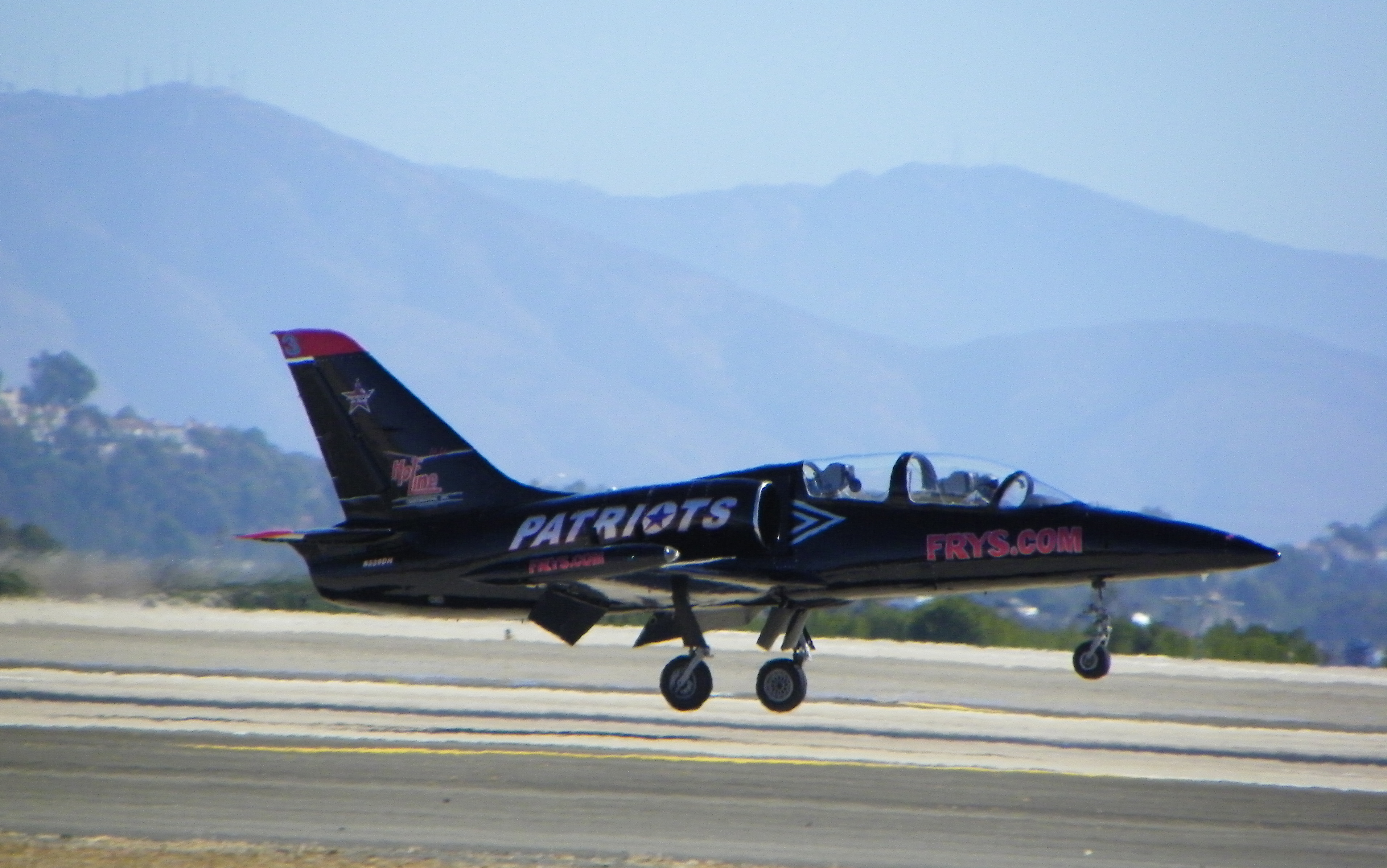
La livrea del Patriots Jet Team

La Patriots Jet Team è una pattuglia acrobatica civile statunitense basata a Byron nella Contea di Contra Costa in California.

## Storia
La pattuglia, fondata nel 2001, debuttò nel 2003 esibendo una formazione composta di due Aero L-39C Albatros che divennero tre l'anno successivo e quattro nel 2006.
Gli Albatros furono acquistati tra il 1999 e il 2002, importati negli Stati Uniti, smilitarizzati, aggiornati nell'avionica e dotati del generatore di fumo che produce fumate blu, rosse bianche, che sono anche i colori della livrea.
I piloti componenti del team sono:
- Randy "Howler" Howell, leader e fondatore,
- Dean "Wilbur" Wright, capo pilota nr. 1,
- Rob "Stache" Hutchison, gregario di destra nr. 2,
- John "Bordz" Posson, gregario di sinistra nr. 3,
- Paul "Sticki" Strickland, pilota nr. 4,
- Jon "Jughead" Counsell, pilota e annunciatore,
- Troy "Curly" Myers, pilota,
- Scott "Banker" Ind, pilota,
- Jon "Huggy" Huggins, pilota e annunciatore
- John "Sky" King, pilota e team coach.[1][2]

## Curiosità
Gli aerei utilizzati dalla pattuglia sono stati prodotti in Repubblica Ceca quindi non proprio "patriottici".
Nel periodo in cui la Aero Vodochody era stata venduta alla Boeing venivano presentati come Boeing-Aero.